# Zuppa di pomodoro
La zuppa di pomodoro è un piatto di origini incerte a base di pomodori.

## Storia
La prima ricetta della zuppa di pomodoro fu forse scritta da Eliza Leslie, che parla dell'alimento nel suo New Cookery Book del 1857. Nel 1897 Joseph A. Campbell, fondatore della 
celebre Campbell's, pubblicò una ricetta della zuppa che contribuì a rendere più noto tale alimento. Oggi la zuppa di pomodoro è diffusa in molti Paesi del mondo; in alcuni di questi si è guadagnata lo status di comfort food, fra cui gli Stati Uniti, ove viene usata come farcia per i panini con il formaggio grigliato o consumata con i cracker sbriciolati, e in Polonia.

## Caratteristiche
La zuppa di pomodoro è un piatto di cui esistono diverse varianti. Può infatti avere una consistenza delicata o densa, può presentare i pomodori a pezzettoni o esserne priva, può essere preparata usando degli ortaggi con o senza buccia, e può essere insaporita con molti ingredienti fra cui carne di pollo, brodo vegetale, pasta (come ad esempio i vermicelli), verdure, o polpette. Può anche essere condita con panna acida o crostini.